# Munkáspárt (Málta)
A Munkáspárt, máltai nevén Partit Laburista (angolul Labour Party) Málta két nagy pártjának egyike. 1920. október 15-én alapították. Neve 2008-ig Máltai Munkáspárt volt. Elnöke Stefan Zrinzo Azzopardi, központja a ħamruni Mill End Streeten áll. Kormányon volt 1922 és 1927 között (az Alkotmányos Párttal koalícióban), 1947-1950, 1955-1958, 1971-1987 és 1996-1998. 15 ellenzékben töltött év után a 2013-as választásokon sikerült újra kormányra kerülnie. Az Európai Parlamentben 3 képviselője van a Szocialisták és Demokraták Progresszív Szövetségében.

## Története
A párt tagsága hagyományosan reform- és angolpárti körökben szerveződött. 1920 októberében alapították, ám az alakuló ülésre csak 1921 tavaszán került sor. Ugyanebben az évben elindult az első választásokon, és 23%-os eredményével 7 képviselőt delegálhatott a törvényhozásba. 1922-ben a Máltai Politikai Unióval (Unione Politica Maltese) koalícióra lépett. 1927-ben az Alkotmányos Párttal kötött koalíciót, a választásokon 14%-os eredményt ért el. 1928-ban Paul Boffa orvos lett a párt vezetője. Az alkotmány 1936-os felfüggesztéséig ellenzékben volt.
1947-ben Boffa vezetésével a szavazatok 60%-át sikerült megszerezni, így első ízben alakulhatott kizárólag munkáspárti kormány. 1949-ben nézeteltérések támadtak Boffa, és egyik minisztere, Duminku Mintoff között, a miniszterelnök végül kilépett a pártból, és megalapította a Máltai Munkások Pártját (Malta Workers' Party). A következő évben a meggyengült párt elvesztette a választásokat, és öt évre az ekkor már egyedüli ellenfélnek számító Nemzeti Párt került hatalomra. 1955-ben a Munkáspárt 56%-os eredményével ismét megnyerte a választásokat. Dom Mintoff került a miniszterelnöki székbe, és azonnal tárgyalásokat kezdett az integrációról Nagy-Britanniával. Ezt azonban sokan ellenezték úgy Máltán, mint Angliában, és a tárgyalások megakadása után a britek visszavonták az alkotmányt. Mintoff ezekben az években összetűzésbe került a katolikus egyházzal, ezért az egyház nyíltan a Nemzeti Pártot támogatta. 1962-ben a Munkáspárt csupán a szavazatok 23%-át szerezte meg.
Mintoff visszakozása, és kilenc ellenzékben töltött év után 1971-ben a Munkáspárt került kormányra, és nagyarányú szociális reformokat indított el. A köztársaság kikiáltása (1974) után pedig különös külpolitikába kezdtek: az európai államokkal fenntartott jó kapcsolatok mellett kommunista és arab országokkal is igyekeztek jó viszonyt kialakítani. 1979-ben lejárt a Royal Navy szerződése a máltai bázisokon, Mintoff pedig elérte, hogy a brit hadsereg kivonuljon Máltáról. 1981-ben a Munkáspárt sorozatban a harmadik választást is megnyerte, ám úgy, hogy a vesztes Nemzeti Párt több szavazatot kapott. Ezután úgy alakították át a választási rendszert, hogy a legtöbb szavazatot kapott párt ne kerülhessen ki vesztesen. 1984-ben a Munkáspárt elnökévé Karmenu Mifsud Bonniċit választották az idős Mintoff helyett.
1987-ben végül a Nemzeti Párt nyerte a választásokat, ezzel a párt ismét hosszú időre ellenzékbe kényszerült. 1992-ben 46%-os eredménnyel sem tudtak kormányt alakítani. A párt új vezetője Alfred Sant lett. 1995-ben készült el a párt adományokból épített új székháza Ħamrunban. 1996-ban mindössze 0,7%-kal, 7000 szavazattal sikerült megnyerniük a választásokat, a miniszterelnök Alfred Sant lett. Két évvel később azonban Dom Mintoff az ellenzékkel szavazott, ezzel megszűnt a Munkáspárt többsége, a bizalmatlansági szavazás után kiírt választásokat pedig a Nemzeti Párt nyerte meg. A Munkáspárt azóta ellenzékben van.
2004-ben a párt megnyerte az ország első Európai Parlamenti választását, az öt máltai képviselőből három munkáspárti lett. Következő évben a helyi tanácsi választásokon is győzött 53%-kal, ám úgy, hogy két településen a kormánypárt nem indított jelöltet. 2006-ban a párt új politikai irány kidolgozásába kezdett, és a 2008-as választások után Alfred Sant is lemondott a párt elnökségéről. A párt új vezetője Joseph Muscat lett, és még ezen év őszén elfogadták a párt új alapszabályát is. A párt hivatalos neve Munkáspárt (Labour Party) lett - bár máltai neve korábban is egyszerűen Partit Laburista volt. 2009-ben a kormány egy munkáspárti politikust, Ġorġ Abelát választotta köztársasági elnökké. 2010-ben a párt elnöke Stefan Zrinzo Azzopardi lett, az ellenzék vezetője továbbra is Muscat maradt. Októberben a párt új emblémát készíttetett. A 2013 márciusában megtartott választásokon a pártnak sikerült győznie, így Muscat kormányt alakíthatott, sőt az önkormányzati választásokon is sikeresen szerepeltek, meghódították például a korábban mindig nemzeti párti Birkirkarát.

## Vezetők
A párt elnökei:
- Paul Boffa (1928-1949)
- Dom Mintoff (1949-1959)
- Anton Buttiġieġ (1959-1961)
- Dom Mintoff? (1961-1984)
- Karmenu Mifsud Bonniċi (1984-1992)
- Alfred Sant (1992-2008)
- Joseph Muscat (2008-2010)
- Stefan Zrinzo Azzopardi (2010-)

Munkáspárti köztársasági elnökök:
- Anton Buttiġieġ (1976-1981)
- Agatha Barbara (1982-1987)
- Ġorġ Abela (2009-2014)
- Marie Louise Coleiro Preca (2014-)

Munkáspárti miniszterelnökök:
- Paul Boffa (1947-1949)
- Dom Mintoff (1955-1958, 1971-1984)
- Karmenu Mifsud Bonniċi (1984-1987)
- Alfred Sant (1996-1998)
- Joseph Muscat (2013-)

## Média
A Munkáspárthoz kötődnek a Malta Star (angol nyelven) és Kull Ħadd (máltai nyelven) című lapok és a ONE TV & Radio (angol nyelven). [2010. augusztus 21-i dátummal az eredetiből archiválva]. (Hozzáférés: 2010. július 21.) adó.